# Olivia Manning
Olivia Manning (Portsmouth, 2 de março de 1908 — Ilha de Wight, 23 de julho de 1980) foi uma novelista, poetisa, escritora e crítica literária britânica. Os enredos de seus livros giravam em torno de viagens e odisseias pessoais, ambientadas principalmente na Europa (sobretudo na Inglaterra e Irlanda) e no Oriente Médio. Apenas escrevia sobre experiências próprias e, em algumas ocasiões, utilizava também a imaginação.
Durante sua infância, Manning viveu em Portsmouth e Irlanda, pelos quais adquiriu o que descrevia como "habitual sensação anglo-irlandesa de não pertencer a nenhuma parte". Frequentou uma escola de arte e logo se mudou para Londres, onde publicou sua primeira novela em 1937: The Wind Changes. Em agosto de 1939, casou-se com Reginald Smith, um comandante do British Council que, posteriormente, foi enviado a Bucareste, e mais tarde a Grécia, Egito e Palestina  à medida que os nazistas foram invadindo o leste europeu. Tais experiências serviram de base para sua obra mais reconhecida, as seis novelas intituladas Fortunes of War. Os críticos catalogaram como irregular a qualidade de sua produção em geral, mas Anthony Burgess descreveu esta série, em particular, publicada entre 1960 e 1980, como "a melhor constância fictícia escrita da guerra que já foi produzida por um britânico".
Manning regressou a Londres após a guerra e viveu nessa região até sua morte; durante o resto de sua vida, escreveu poesias, curtos relatos, obras verídicas, críticas literárias e obras de teatros para a BBC. Tanto Manning quanto seu marido foram infiéis, mas jamais se divorciaram. Ela teve uma relação de amizade controversa com as escritoras Stevie Smith e Iris Murdoch. Como havia pensado, sua fama e maior reconhecimento chegou depois de sua morte, em 1980, quando suas obras foram adaptadas para a televisão.

## Primeiros anos
Olivia Manning nasceu em North End, Portsmouth, em 2 de março de 1908. Seu pai, Oliver Manning, era um oficial da Marinha que passou de estagiário naval a tenente-comandante, apesar da falta de escolaridade formal. Aos 45 anos, ao visitar o porto de Belfast, ele conheceu Olivia Morrow, filha de um publicano quatorze anos mais jovem. Eles se casaram menos de um mês depois, em dezembro de 1904, na igreja presbiteriana de Bangor, sua cidade natal, no condado de Down.
Manning adorava seu pai mulherengo, que divertia os outros cantando Gilbert e Sullivan e recitando poesias que ele havia memorizado durante longas viagens marítimas. Em contraste, sua mãe era mandona e dominadora, com uma "mente rígida como ferro fundido", e havia constantes disputas conjugais. O relacionamento inicialmente caloroso entre mãe e filha tornou-se tenso após o nascimento do irmão de Manning, Oliver, em 1913. Delicado e frequentemente doente, seu irmão era o centro das atenções de sua mãe, para desgosto de Manning, que fez várias tentativas infantis de prejudicá-lo. Essa infância infeliz e insegura deixou uma marca duradoura em seu trabalho e personalidade.

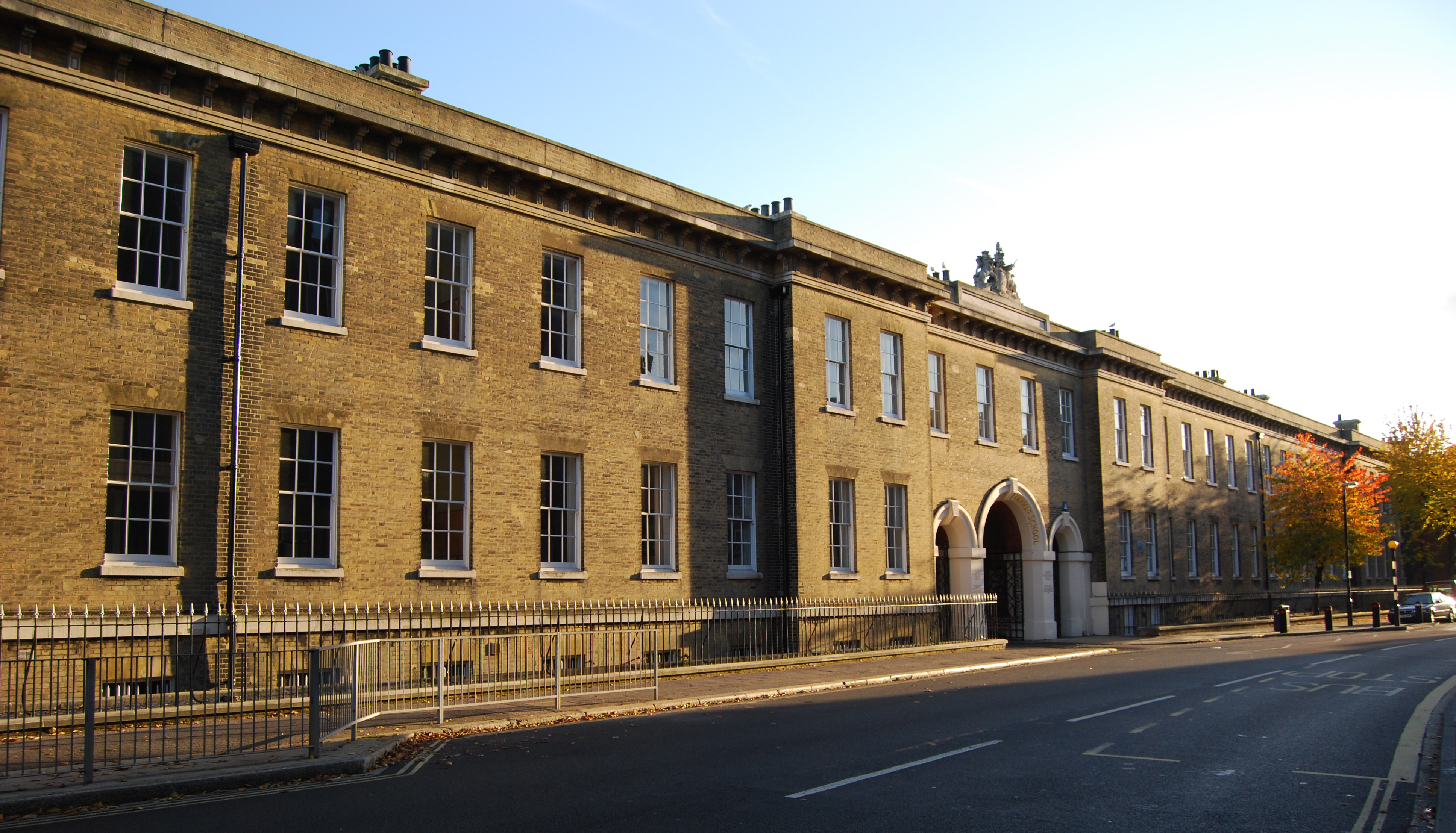
Portsmouth Grammar School

Manning foi educada em particular em uma pequena escola de damas antes de se mudar para o norte da Irlanda em 1916, o primeiro de vários longos períodos que passou lá enquanto seu pai estava no mar. Em Bangor, frequentou a Bangor Presbyterian School, e em Portsmouth a Lyndon House School, em seguida, Portsmouth Grammar School, desenvolvendo, como ela se lembra, "o sentido anglo-irlandês usual de pertencer a lugar nenhum". Colegas de escola a descreveram como tímida e propensa a acessos de raiva. Sua tendência de contar histórias exageradas sobre sua família a levou ao ostracismo por parte de seus colegas. Apoiada por seu pai, Manning leu e escreveu extensivamente, preferindo romances, especialmente aqueles de H. Rider Haggard. Sua mãe desencorajou tais buscas e confiscou material que considerou impróprio. Quando encontrou sua filha lendo o The Times Literary Supplement, a repreendeu dizendo que "os jovens não gostam de mulheres que leem jornais como esse", e que Manning deveria se concentrar em habilidades de trabalho comercializáveis, como datilografia.
De fato, quando as circunstâncias financeiras forçaram Manning a deixar a escola aos dezesseis anos, ela trabalhou como datilógrafa e passou algum tempo como caloura em um salão de beleza. Uma artista talentosa, teve aulas noturnas na Portsmouth Municipal School of Art, onde um colega a descreveu como intelectual e indiferente. Em maio de 1928, teve uma pintura selecionada para uma exposição em Southsea, e posteriormente foi oferecida uma mostra individual de suas obras. Manning parecia estar preparada para uma carreira como artista, mas continuava interessada pela literatura e, aos 20 anos, decidiu ser escritora. Seu olhar de artista é aparente em suas posteriores descrições intensas de paisagens.